# Schlacht bei Freiburg im Breisgau
Wallerfangen – Dömitz – Haselünne – Wittstock – Rheinfelden – Breisach – Wittenweiher – Vlotho – Ochsenfeld – Chemnitz – Bautzen – Freiberg – Riebelsdorfer Berg – Dorsten – Preßnitz – La Marfée – Wolfenbüttel – Kempener Heide – Schweidnitz – Breitenfeld – Tuttlingen – Freiburg – Philippsburg – Jüterbog –  Jankau – Herbsthausen – Alerheim – Brünn – Korneuburg – Totenhöhe – Hohentübingen –  Triebl – Zusmarshausen – Wevelinghoven – Dachau –  Prag
Während des Dreißigjährigen Krieges kam es am 3., 5. und 10. August 1644 zur Schlacht bei Freiburg im Breisgau. Die an drei getrennten Tagen geführte Schlacht zwischen den mit den kaiserlichen und bayerische Truppen unter Franz von Mercy und den Franzosen unter den Marschällen Herzog von Enghien (der spätere Ludwig II. von Bourbon, Prinz von Condé) und Turenne gilt als eine der verlustreichsten des ganzen Krieges. Obwohl die Franzosen deutlich höhere Verluste erlitten als ihre Gegner, reklamierten sie später den Sieg für sich. Die Schlacht zementierte jedoch nur den Status quo und endete in strategischer Hinsicht unentschieden.

## Die Ausgangslage

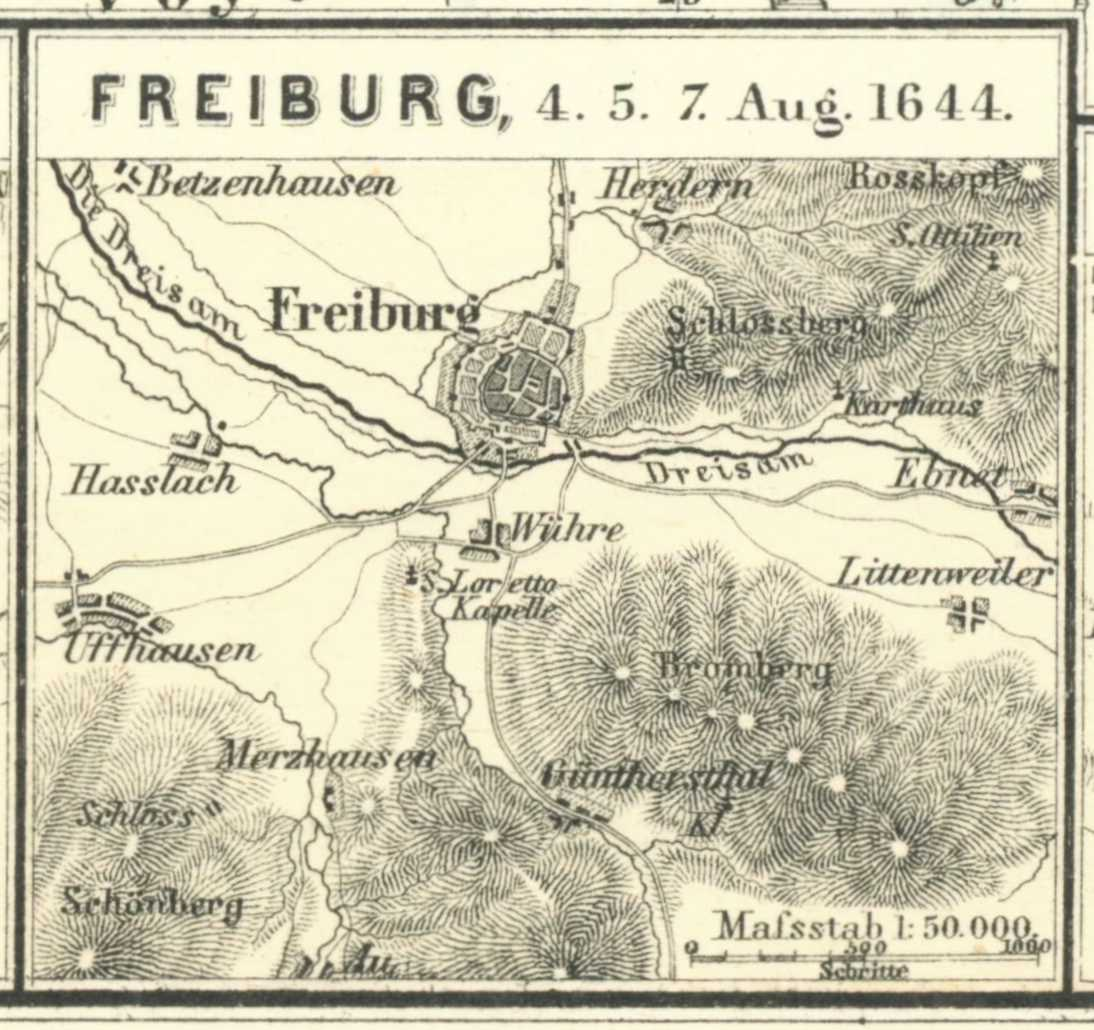
Das Schlachtfeld bei Freiburg (Karte von 1875)

Um in der letzten Phase des Dreißigjährigen Krieges einen Einfall der Franzosen in Bayern zu verhindern, setzte Kurfürst Maximilian I. auf eine Vorwärtsstrategie. Er schickte 1644 eine chur-bayerische Armee unter dem Generalfeldmarschall Franz von Mercy mit etwa 10.000 Mann Fußvolk und mit fast ebenso vielen Berittenen nach Westen. Unter seinem Befehl standen der Kavalleriegeneral Johann von Werth, der Generalwachtmeister Johannes Ernst Freiherr von Reuschenberg zu Setterich und der Generalzeugmeister Alexander von Vehlen. Mercy eilte der Ruf des Siegers in der Schlacht bei Tuttlingen voraus, in der er 1643 die französisch-weimarische Armee aufgerieben hatte.

## Rückeroberung der Stadt Freiburg
Seit der Eroberung 1638 durch Bernhard von Sachsen-Weimar war das vorderösterreichische Freiburg von französisch-weimaranischen Truppen besetzt. Beim Näherkommen des feindlichen Reichsheeres unter Franz von Mercy ließ der französisch-weimaranische Stadtkommandant, der Obrist Friedrich Ludwig Kanoffski von Langendorf, auf Befehl seiner Regierung in Breisach die im Vorfeld der Stadt liegenden Frauenklöster sprengen und alle Schleifmühlen sowie die Lehener und die Prediger-Vorstadt abbrennen. Damit konnten sich potentielle Belagerer der Stadt nicht in Gebäuden vor der Stadt verschanzen und  der Stadtkommandant erhielt freies Schussfeld.
Ende Juni begann das Reichsheer die Belagerung zur Rückeroberung Freiburgs. Alle Opfer und Verteidigungsanstrengungen der Bevölkerung waren vergeblich. Die Stadt musste am 27. Juli kapitulieren. Mercy gewährte der tapferen Besatzung einen ehrenvollen Abzug „in der klassischen Manier mit klingendem Spiel, mit fliegenden Fahnen, mit brennender Lunte und mit Kugel im Mund“, d. h. kampffähig, in die französische Festung Breisach.
Während der Kämpfe um die Stadt lag zehn Kilometer südlich von Freiburg auf dem Batzenberg bei Pfaffenweiler ein französisch-weimaranisches Entsatzheer von 10.000 Mann unter Marschall Turenne. Diese Armée de l’Allemagne war dem Reichsheer, das Freiburg belagert und eingenommen hatte, unterlegen und stand zudem noch unter dem Schock der Niederlage bei Tuttlingen. Deshalb hatte Turenne nicht in den Kampf um Freiburg eingegriffen und stattdessen auf eine Verstärkung seiner Truppen durch die Armée de France unter dem Kommando des Herzogs Enghien gewartet. Dieses Heer musste aus dem 250 km entfernten Verdun heranrücken und traf trotz Gewaltmärschen von bis zu 33 Kilometern pro Tag erst am 2. August in Krozingen, dem Lager Turennes unweit von Freiburg, ein.

## Die Kämpfe am Bohl

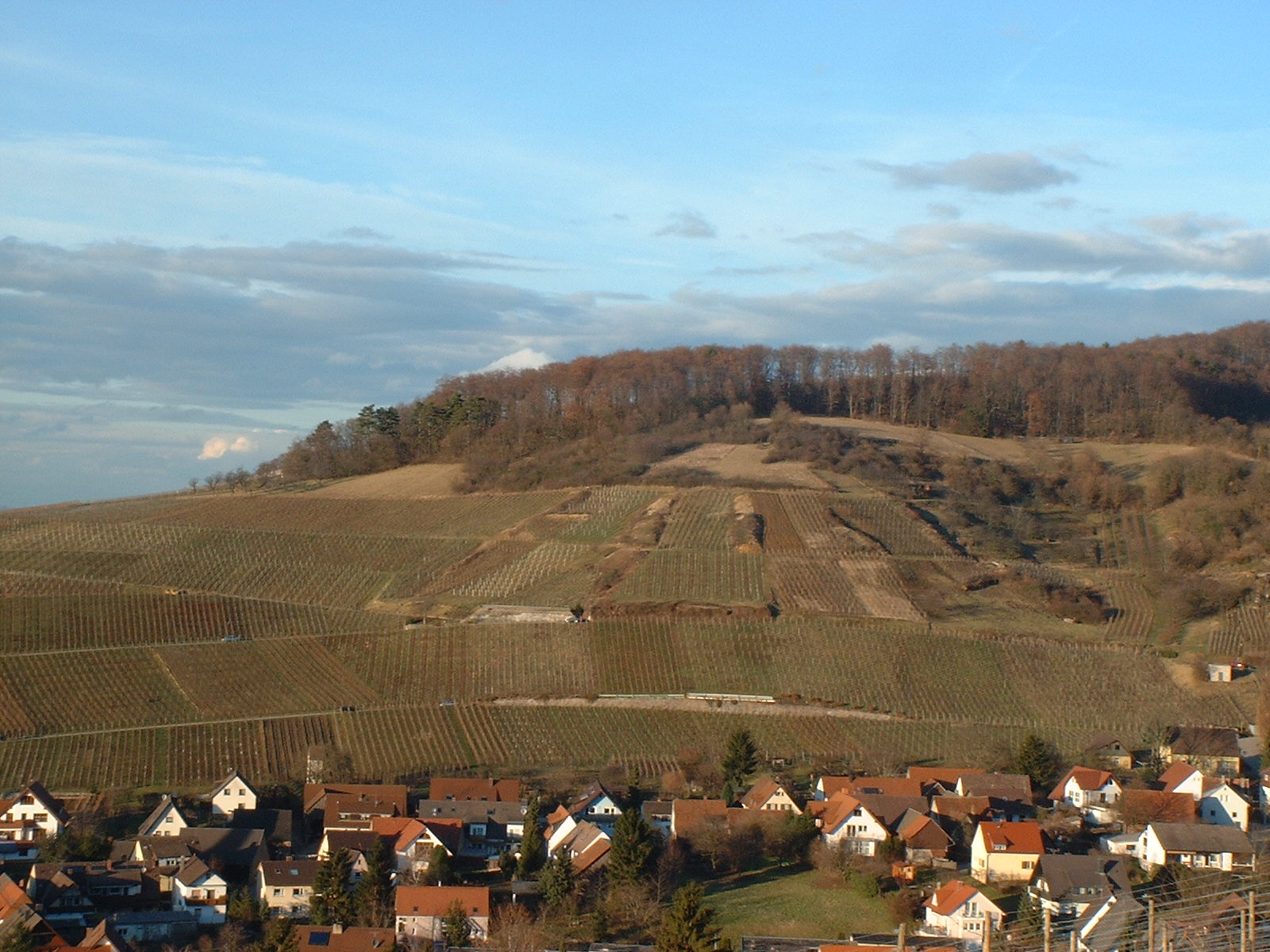
Der Bohl oberhalb von Ebringen, Schauplatz der Schlacht vom 3. August 1644. Aufnahme vom Februar 2006. Die bayerischen Stellungen befanden sich im heute bewaldeten Gebiet in der oberen Bildmitte. Die Franzosen griffen von der heutigen Wiese bzw. den heute oberen Teilen des Rebbergs links unterhalb des heutigen Waldes an.

Mit rund 16.000 Mann war die unter dem Kommando Enghiens vereinigte französische Armee nun etwa ebenso stark wie die kaiserlich-bayerischen Truppen. Ohne der herangeführten Verstärkung eine Erholungspause zu gönnen, versuchte der Herzog am Nachmittag des 3. August mit einem Zangenangriff den strategisch wichtigen Schönberg einzunehmen. Dort hatten sich die Infanterieregimenter unter dem Kommando des Freiherren von Reuschenberg verschanzt, da dessen westlicher Ausläufer, der Bohl, die Kontrolle des südwestlichen Zugangs zum nordöstlich gelegenen Freiburg gestattete. Zur Umgehung des Schönbergs ließ Enghien die Armée de l’Allemagne Turennes durchs Hexental ziehen, während er selbst mit der Armée de France vom Batzenberg aus über Ebringen in Richtung Bohl vorstieß.
Die Ausgangslage für die angreifenden Franzosen war extrem schwierig; mussten sie doch einen steilen Berg erstürmen, während die Bayern über den Schönberg auf relativ ebenen Wegen vom vier Kilometer östlich gelegenen Hexental und ihren Stellungen am Schlierberg (heute Lorettoberg), zwei Kilometer südlich von Freiburg am Nordende des Hexentals gegenüber dem Schönberg und fünf Kilometer Luftlinie östlich des Bohls, für Nachschub sorgen konnten.
Die gut verschanzten Truppen Mercys leisteten heftigen Widerstand. Die Angreifer erlitten große Verluste. Bei Einbruch der Dunkelheit lagen sich die Kämpfer auf halber Höhe oft nur wenige Meter entfernt gegenüber. Mercy sah, dass er die Position nicht länger halten konnte und zog in der Nacht seine Truppen in Auffangstellungen auf der Wonnhalde und den Schlierberg zurück. Mit diesem Manöver entging der Bayer dem Zangenangriff der Franzosen, den Enghien am Morgen des 4. August fortsetzen wollte. Das Wetter kam den Reichstruppen zu Hilfe, denn die Franzosen konnten ihr Pulver nicht trocken halten, wie ein bayerischer Kriegskommissar berichtete: „Es war ein kalter, beständiger Regen, so den armen Knechten sehr wehe tat, ich vermeine aber durch Gott geschickt, damit der Feind uns nicht angreifen könnte, ehe wir auf dem Berg gebauen (Schanzen errichtet) hätten.“

## Die Entscheidung am Schlierberg
Zwar wusste der Herzog, dass Mercy vor allem aus Futtermangel für seine Pferde bald gezwungen war, abzuziehen, doch wollte er darauf nicht warten. Nach einer Wetterbesserung entschloss er sich, früh am Morgen des 5. August den Bayern nachzusetzen. Wiederum suchte Enghien, Mercy zu täuschen und griff die bayerischen Stellungen auf dem Schlierberg zunächst nur mit einer Vorhut der Armée de France an. Gleichzeitig ließ er die gesamte Armée de l’Allemagne von Merzhausen her gegen die Wonnhalde vorrücken. Hier zeigte sich nun die von Turenne so gefürchtete geringe Kampfmoral seiner Truppen. Als sie beim Sturm auf die bayerischen Schanzen ihren Feldmarschall Lechelle verloren, wurden sie im Gegenstoß von den kaiserlichen Truppen zurückgeworfen. Selbst ein persönliches Eingreifen Enghiens zur Stärkung der Kampfmoral bewirkte lediglich, dass die Bayern den Franzosen nicht nachsetzten, sondern sich wieder hinter ihre Schanzen zurückzogen. Bei diesen blutigen Kämpfen verloren die Franzosen 1100, die Bayern aber nur 300 Tote und Verwundete.
So taugten die durch die schweren Verluste demoralisierten Angreifer an der Wonnhalde nur noch als Flankendeckung, als im Laufe des Nachmittags die Entscheidungsschlacht am Schlierberg losbrach. Wieder und wieder rannten Enghiens Truppen der Armée de France den Westhang hinauf. Aus ihren strategisch vorteilhaften Positionen schoss die bayerische Artillerie in die anstürmende Infanterie und im mörderischen Feuer der Musketen brachen alle französischen Angriffe zusammen. Vor Wut warf der Herzog seinen Marschallstab unter die Kämpfenden und trieb mit dem Ruf encore mille (noch einmal 1000) neue Soldaten in die Schlacht. Beim vierten Anlauf drangen die Franzosen in die bayerischen Stellungen ein. Kaspar von Mercy, Bruder des Feldmarschalls und Generalwachtmeister der Reiterei, erkannte die Bedrängnis der Fußtruppen. Er hieß seine Kürassiere und Dragoner absitzen und zu Fuß mit blankem Säbel in die Bresche springen.
Darauf trieb Enghien eine fünfte Angriffswelle den Berg hinauf. Da gelobte Franz von Mercy, der heiligen Jungfrau ein Lauretanisches Haißlein nach dem Muster der Santa casa in Loreto auf dem Schlierberg zu bauen, wenn es ihm gelänge, den Feind zurückzuwerfen. Tatsächlich wichen die demoralisierten Angreifer zurück und zogen im Dunkel der Nacht ab. Erst im Jahre 1657 stiftete Christoph Mang, der Zunftmeister der Kaufleute, die Lorettokapelle, die an Stelle der in den Kämpfen zerstörten Josefskapelle errichtet wird.
Friedrich Schiller schrieb in seiner Geschichte des Dreißigjährigen Krieges: 

„Der Herzog von Enghien musste sich zum Rückzug entschließen, nachdem er bei 6000 seiner Leute umsonst hingeschlachtet hatte. Kardinal Mazarin [der Nachfolger Richelieus] vergoss Tränen über diesen großen Verlust, den aber der herzlose, für den Ruhm allein empfindliche Enghien nicht achtete. ‚Eine einzige Nacht in Paris‘, hörte man ihn sagen, ‚gibt mehr Menschen das Leben, als diese Aktion getötet hat‘.“

Die Bayern verloren etwa 1100 Mann, in der Mehrzahl Verwundete.
Mercy erhielt den Befehl, Freiburg zu halten und nicht nachzusetzen, was wiederum die Franzosen zum Anlass nahmen, den Sieg für sich zu reklamieren. Tatsächlich ging die Schlacht bei Freiburg wie viele andere im Dreißigjährigen Krieg unentschieden aus.

## Schlacht bei St. Peter im Schwarzwald
In den frühen Morgenstunden des 10. Augusts 1644 trafen die Kontrahenten in der Nähe des Klosters St. Peter zwischen Glottertal und Eschbachtal erneut aufeinander, als Turenne versuchte, die Versorgungs- und Rückzugslinie Mercys abzuschneiden. Als die Fußtruppen die Hochebene bereits erreicht hatten, vernichteten die Reiter General von Rosens einen Teil des Trosses der bayerischen Truppen, der sich in einem engen Taleinschnitt hinter den Fußtruppen auf dem Anmarsch befand. Während eines erfolglosen Angriffs der Franzosen auf das bayerische Fußvolk trieb ein erfolgreicher Angriff der bayerischen Reiter in die Flanke der französischen Formation diese durch das enge Eschbachtal in die Flucht. Als die Bayern Mercys Befehl, die französischen Truppen zu verfolgen, verweigerten, zog er sich auch wegen der schlechten Versorgungslage zurück und erreichte noch am gleichen Tag das 70 Kilometer entfernte Villingen.
Enghien brach die Verfolgung Mercys aus dem gleichen Grunde ab, seine Truppen rasteten zunächst in St. Peter und setzten beim Abzug am nächsten Tag die Klosteranlagen in Brand.
Beide Heere zogen östlich und westlich des Schwarzwaldes nach Norden, Enghien eroberte die Festung Philippsburg. Das nächste Aufeinandertreffen der beiden Heere fand am 5. Mai 1645 in der Schlacht bei Herbsthausen statt.

## Unmittelbare Auswirkungen auf die Bevölkerung
Die für ihre Grausamkeit berüchtigten Söldnertruppen der Schweden hatten schon seit 1638 in der Region gewütet und die männliche Bevölkerung von Kirchhofen, 15 Kilometer südlich von Freiburg gelegen, massakriert. Die Opfer wurden bei lebendigem Leib in einer Weinpresse zu Tode gequetscht.
Bei der Belagerung Freiburgs traf es die Bewohner der Orte um den Schön- und den Batzenberg besonders hart. Die 10.000 Mann der Armée de l’Allemagne Turennes auf dem Batzenberg samt Tross mussten versorgt werden, ebenso die noch größere Zahl kaiserlicher Truppen in Freiburg. Wie im Dreißigjährigen Krieg üblich, ernährten sich die Armeen im Wesentlichen durch Plünderung der umliegenden Ortschaften. Eine mehrmonatige Truppenkonzentration in einer Region bedeutete verbrannte Erde über mehrere Jahre und somit häufig den Tod der die Kampfhandlungen überlebenden Landbevölkerung, die ihrer Nahrungsreserven beraubt war. Nach dem Eintreffen der Armée de France Condés stand die Region angesichts einer Truppenkonzentration von 40.000 Mann im August 1644 kurz davor, die Truppen nicht länger versorgen zu können, so dass beide Armeen die Entscheidung suchen mussten.

## Nachwirkungen

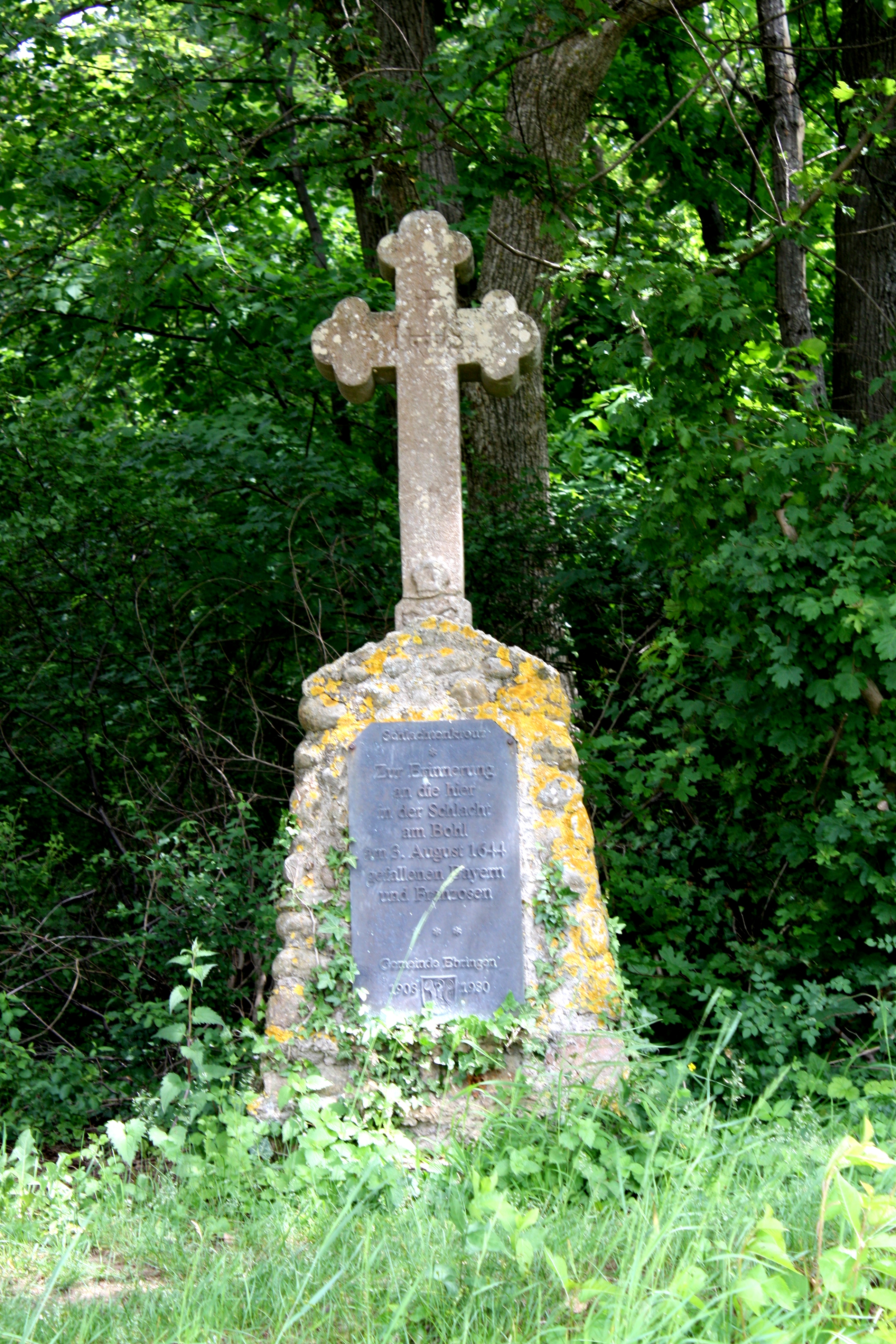
Das Schlachtenkreuz auf dem Bohl bei Ebringen. Die Inschrift lautet: Zur Erinnerung an die hier in der Schlacht am Bohl am 3. August 1644 gefallenen Bayern und Franzosen. Gemeinde Ebringen 1908/1980

Auf dem Schönberg oberhalb Leutersbergs und Ebringens erinnert das Schlachtenkreuz an die Schlacht am 3. August. Es steht an Stelle eines Beinhauses, in dem man erst 30 Jahre nach der Schlacht die auf dem ganzen Berg verstreut liegenden Überreste der Gefallenen bestattete. Das Massengrab entwickelte sich – nicht zur Freude der Kirche – zu einem Wallfahrtsort der katholischen Bevölkerung der Region und es wurden offenbar auch immer wieder Knochen als Reliquien entwendet. Da die Kirche die Wallfahrten nicht unterbinden konnte, wurden die relativ wenigen noch verbliebenen Knochen der Gefallenen auf Veranlassung des von der St. Galler Herrschaft in Ebringen eingesetzten Pfarrers und Herrschaftsverwalters Ildefons von Arx schließlich 1791 abtransportiert, wodurch in den folgenden Jahrzehnten die Verehrung des Ortes zum Erliegen kam.

## Karten
- Les combats donnés devant la ville et chasteau de Fribourg en Brisgau Vedute von Sébastien de Beaulieu